# Kadena Air Base
La Kadena Air Base è una base militare gestita dalla United States Air Force situata nei pressi della città di Kadena nell'isola di Okinawa, in Giappone. Fa parte delle Pacific Air Forces e dipende dal Pacific Command.
La base è vista con favore dall'amministrazione locale, ma è fortemente osteggiata dalla popolazione residente.

## Descrizione
La Kadena Air Base è l'aeroporto militare principale degli Stati Uniti nell'area del Pacifico, ed è sede di molti gruppi aerei della U.S. Air Force, tra cui il 18th Air Wing, il maggiore dell'aeronautica degli Stati Uniti. Dispone di due piste parallele di atterraggio e decollo, lunghe ciascuna 3.688 metri, con pavimentazione in conglomerato bituminoso.
La base ospita anche alcune unità del U.S. Army (1st Battalion, 1st Air Defence Artillery Regiment) che gestiscono quattro batterie di missili terra-aria MIM-104 Patriot. Nella base lavorano circa 18.000 americani (militari e civili) e circa 4.000 giapponesi.

## Storia
La Kadena Air Base fu fondata alla fine della seconda guerra mondiale dalle truppe dell'esercito imperiale giapponese il 1º aprile 1945, in vista della battaglia di Okinawa, come pista d'atterraggio per apparecchi di supporto. All'epoca il piccolo aeroporto militare era noto con il nome di Yara Hikojo. Alla fine della seconda guerra mondiale, dopo la resa del Giappone, la base fu messa a disposizione delle truppe statunitensi che da allora la hanno costantemente ampliata e modernizzata.
Durante la Guerra del Vietnam la base di Kadena fu utilizzata da diversi stormi di bombardieri B-52 Stratofortress come base d'appoggio per condurre bombardamenti su vasta scala sul Vietnam del Nord. Specialmente durante l'operazione Linebacker II molti dei velivoli impiegati furono dislocati presso la Kadena AFB o fecero scalo qui prima di essere dislocati in altri avamposti.
Nel gennaio 2013, in seguito al terzo test nucleare della Corea del Nord, il Dipartimento della Difesa degli USA ha inviato nove caccia F-22 Raptor alla base di Kadena per partecipare ad esercitazioni congiunte con la Corea del Sud; nel luglio 2013 dodici caccia F-22, provenienti dalla Base aerea di Langley, sono stati assegnati permanentemente alla base.

## Velivoli impiegati
La base impiega permanentemente circa 80 velivoli appartenenti al 18th Air Wing. Tra quelli attualmente in dotazione allo stormo vi sono:
- F-15 C/D Eagle (caccia per superiorità aerea, in dotazione al 44th e al 67th Fighter Squadron)
- Boeing E-3 Sentry (aereo AWACS per la sorveglianza elettronica, in dotazione al 961st Airborne Air Control Squadron)
- Boeing KC-135 Stratotanker (aerocisterna per il rifornimento in volo, in dotazione al 909th Air Refueling Squadron)
- Sikorsky HH-60 Pave Hawk (elicotteri in dotazione al 33rd Rescue Squadron)
- F-22 (provenienti dalla Base aerea di Langley, sono stati assegnati permanentemente alla base in seguito al terzo test nucleare della Corea del Nord nel gennaio del 2013)

## Criticità

### Impatto ambientale
Nel giugno del 2013 il Governo del Giappone ha scoperto 22 botti di metallo seppellite in un'area precedentemente di proprietà della Base: le botti erano vuote, ma test scientifici hanno dimostrato che contenevano diossina e pesticidi. Successivi controlli nei terreni intorno al ritrovamento hanno accertato delle contaminazioni, e in particolare che il suolo del campo di calcio della Bob Hope Primary School and Amelia Earhart Intermediate School era intriso di diossina in quantità 8,4 volte superiore al limite consentito, e la falda acquifera sottostante (che rifornisce il sistema idrico locale) in quantità 280 volte superiore. I genitori degli studenti hanno incolpato di negligenza gli ufficiali della Base, in particolare il brigadier generale Matt H. Molloy e il brigadier generale James B. Hecker, e si sono riuniti nel gruppo Facebook Bob Hope/AEIS – Protect Our Kids fondato il 10 gennaio 2014. Dopo che la notizia è stata diffusa da mass media non locali come The Japan Times e Stars and Stripes, anche gli scienziati delle USAF hanno compiuto dei test nel terreno e nella falda, non riscontrando però i problemi sollevati dalle autorità giapponesi.
Il terreno nei pressi della base è finito nuovamente sotto accusa anche nel 2014, quando le analisi hanno dimostrato la presenza di PCB in quantità pari a migliaia di parti per milione, enormemente superiore ai livelli accettabili e superiore anche ai livelli delle altre aree nel mondo contaminate dallo stesso agente tossico.

### Incidenti

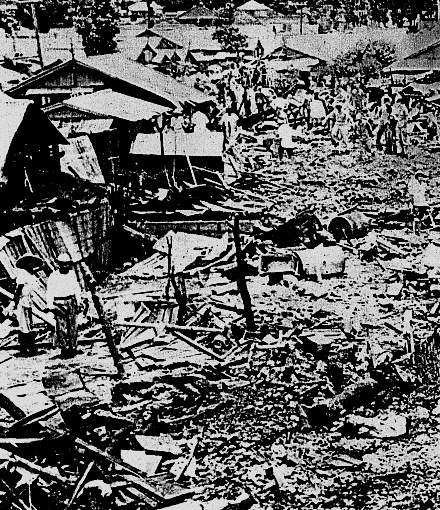
Il sito dell'incidente del 20 giugno 1959 a Ishikawa.

- 20 giugno 1959: un aereo F-100 subisce un guasto al motore e precipita al suolo durante un volo di prova. Il pilota riesce a eiettarsi fuori dalla cabina di pilotaggio senza riportare danni, ma il veicolo si schianta proprio contro l'edificio di una scuola elementare a Ishikawa, uccidendo 11 studenti e sei abitanti di un palazzo vicino, e ferendo altre 210 persone[12].
- 19 novembre 1968: un aereo B-52, completamente equipaggiato, ha un guasto in fase di decollo abortito mentre si recava all'Operazione Arc Light durante la guerra del Vietnam. Il guasto causa un incendio che fa esplodere il carburante e le 14 tonnellate di armamenti a bordo direttamente nel vano bombe. L'esplosione uccide due militari, genera un cratere di oltre nove metri di profondità, distrugge 139 abitazioni, e viene percepito fino a grande distanza, arrivando a scuotere i vetri delle finestre dell'Aeroporto di Naha a 22 km dal luogo dell'incidente[13][14].
- 2 novembre 1987: un aereo RF-4C 66-0416 entra accidentalmente in vite mentre si trova a 16'500 piedi (oltre cinque chilometri) d'altezza a 153 chilometri nord-est dalla base di Kadena. Entrambi i piloti riesco a eiettarsi, ma uno riesce a tornare a terra e sopravvivere, mentre l'altro è disperso e il suo cadavere non viene ritrovato.
- 28 maggio 2013: un aereo F-15C del XLIV Squadrone Combattenti precipita nell'oceano al largo di Okinawa. Il pilota riesce a eiettarsi prima dello schianto e viene recuperato dalle forze della JASDF (aeronautica militare giapponese)[15][16][17].
- 11 giugno 2018: un aereo F-15C del XLIV Squadrone Combattenti precipita nell'oceano al largo di Okinawa. Il pilota riesce a eiettarsi prima dello schianto e viene recuperato dalle forze della JASDF[18].